# Bob Straetman
Bob Straetman (Dendermonde, 29 dicembre 1997) è un calciatore belga, attaccante del Gullegem.

## Carriera

### Club
Cresciuto nel settore giovanile del Lokeren, ha esordito in prima squadra il 30 luglio 2016, nella partita persa per 1-0 contro il Sint-Truiden. Affermatosi in breve tempo come uno dei migliori talenti del club fiammingo, il 10 febbraio 2017 rinnova con i Tricolores fino al 2020.

## Statistiche

### Presenze e reti nei club
Statistiche aggiornate al 6 febbraio 2018.
| Stagione        | Squadra         | Campionato      | Campionato | Campionato | Coppe nazionali | Coppe nazionali | Coppe nazionali | Coppe continentali | Coppe continentali | Coppe continentali | Altre coppe | Altre coppe | Altre coppe | Totale | Totale | Totale |
| Stagione        | Squadra         | Comp            | Pres       | Reti       | Comp            | Pres            | Reti            | Comp               | Pres               | Reti               | Comp        | Pres        | Reti        | Pres   | Reti   |        |
| --------------- | --------------- | --------------- | ---------- | ---------- | --------------- | --------------- | --------------- | ------------------ | ------------------ | ------------------ | ----------- | ----------- | ----------- | ------ | ------ | ------ |
| 2016-2017       | Lokeren         | D1              | 17+8       | 1+1        | CB              | 1               | 0               | -                  | -                  | -                  | -           | -           | -           | 26     | 2      |        |
| 2017-2018       | Lokeren         | D1              | 6          | 1          | CB              | 0               | 0               | -                  | -                  | -                  | -           | -           | -           | 6      | 1      |        |
| Totale Lokeren  | Totale Lokeren  | Totale Lokeren  | 31         | 3          |                 | 1               | 0               |                    | -                  | -                  |             | -           | -           | 32     | 3      |        |
| Totale carriera | Totale carriera | Totale carriera | 31         | 3          |                 | 1               | 0               |                    | -                  | -                  |             | -           | -           | 32     | 3      |        |